# Хайнрих III фон Рехберг
Хайнрих III фон Рехберг „Чудния“ (на немски: Heinrich III von Rechberg „der Wunderliche“; † 22 юли 1489) от благородническия швабски род Рехберг, е господар на Баргау (днес част от Швебиш Гмюнд) и Вайсенщайн (в Лаутерщайн), пфлегер на замък „Хеленщайн“ (над Хайденхайм ан дер Бренц в Баден-Вюртемберг).

## Произход
Той е големият син на Вилхелм II фон Рехберг († 1453), господар на Вайсенщайн, Драутхайм, Баленберг, Вайкерсхайм, вицедом в Амберг, императорски съветник, съдия в Нюрнберг, и съпругата му Йоланда (Иланд) фон Хиршхорн († 1446), дъщеря на Ханс (Йохан) V фон Хиршхорн († 1426) и Иланд фон Даун († 1421), дъщеря на рейн-и вилдграф Йохан II фон Щайн-Даун († 1383) и Юта фон Лайнинген († 1394). Внук е на Хайнрих фон Рехберг, господар на Хоенрехберг († 1437) и Агнес фон Хелфенщайн († сл. 1416). Племенник е на Албрехт II († 1445), княжески епископ на Айхщет (1429 – 1445). Брат ме на Вилхелм фон Рехберг († 1506), домхер в Елванген (1484), Вилхелм фон Рехберг „Млади“ († сл. 1463), господар на Вайсенщайн, и Албрехт фон Рехберг († 1471), домхер в Аугсбург (1463).
Господарите фон Рехберг получават през 1393 г. резиденцията си замък Баргау и господството Баргау и ги продават през 1544 г. на имперския град Швебиш Гмюнд. От 1401 до 1806 г. територията на господството Вайсенщайн (при Гьопинген) принадлежи на господарите фон Рехберг. Днешният дворец Вайсенщайн в Лаутерщайн е от 1548 до 1971 г. собственост на фамилията фон Рехберг.

## Фамилия
Хайнрих III фон Рехберг се жени на 19 ноември 1459 г. за Агнес фон Лентерсхайм († сл. 29 октомври 1493), дъщеря на Зигмунд фон Лентерсхайм и Маргарета фон Хюрнхайм. Те имат седем деца:
- Вилхелм IV фон Рехберг († 6 януари 1529), господар на Вайсенщайн, пфлегер цу Хайденхайм, женен пр. 1509 г. за Розина фом Щайн († сл. 1509), дъщеря на Берхтолд фом Щайн и Осана Тумб фон Нойбург
- Филип фон Рехберг († 1506), господар на Грундшайн, женен за фом Щайн, дъщеря на Берхтолд фом Щайн и Осана Тумб фон Нойбург
- Албрехт фон Рехберг († сл. 1475), фогт на Елинген 1475
- Ханс фон Рехберг († сл. 1475)
- Доротея фон Рехберг († 10 август 1540), омъжена ок. 1482 г. за Волфрам фон Ауербах († 1511)
- Маргарета фон Рехберг († сл. 1484?), договор за женитба на 8 февруари 1484 г. за Йохан Каспар фон Бубенхофен († сл. 1534)
- Урсула фон Рехберг († 18 април 1541), омъжена I. за Себастиан фон Аделсхайм († 1512), II. за Вендел фон Аделсхайм († 1518)